# District de Dolpa
Le district de Dolpa (en népalais : डोल्पा जिल्ला) est l'un des 75 districts du Népal. Il est rattaché à la zone de Karnali et à la région de développement Moyen-Ouest. La population du district s'élevait à 36 700 habitants en 2011. Sa capitale administrative est Dunai, située à 2 150 mètres d'altitude.

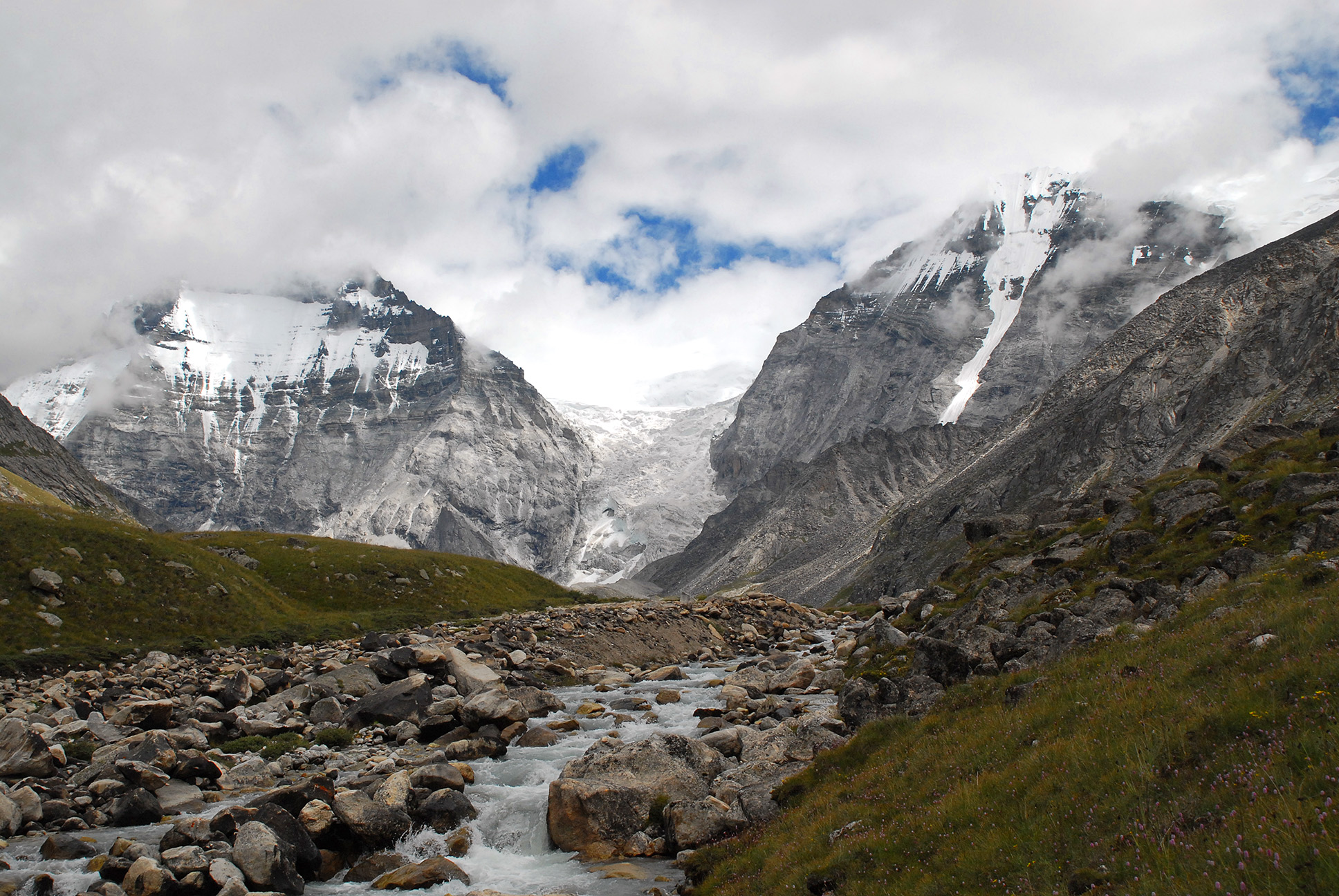
Yala Kang dans le parc national de Shey Phoksundo

## Description
C'est une région du Nord-Ouest du Népal située au nord de la chaîne principale de l'Himalaya. Politiquement, cette enclave de culture tibétaine dépend du Népal.
Géographiquement, c'est une terre aride, où l'on ne peut accéder qu'après avoir franchi de vertigineuses barrières rocheuses. Les hommes y vivent depuis des siècles de l'élevage et du troc.
Les conditions de vie dans le district de Dolpa sont extrêmement dures. Cultures et pâturages y sont rares. Pour survivre, les habitants de ces contrées perdues pratiquent un nomadisme pastoral qui les conduit chaque année du Tibet aux frontières de l'Inde, en franchissant les cols impressionnants de l'Himalaya.
Les habitants du district, les Dolpo-pa, sont des agriculteurs et des éleveurs, et vivent des échanges avec le Tibet. Ils vont y chercher le sel tiré des lacs d'altitude, qu'ils échangent contre le grain issu de leurs cultures. Seulement quatre mille cinq cents personnes habitent le district du Dolpa dans des villages parmi les plus hauts du monde.

## Subdivisions administratives

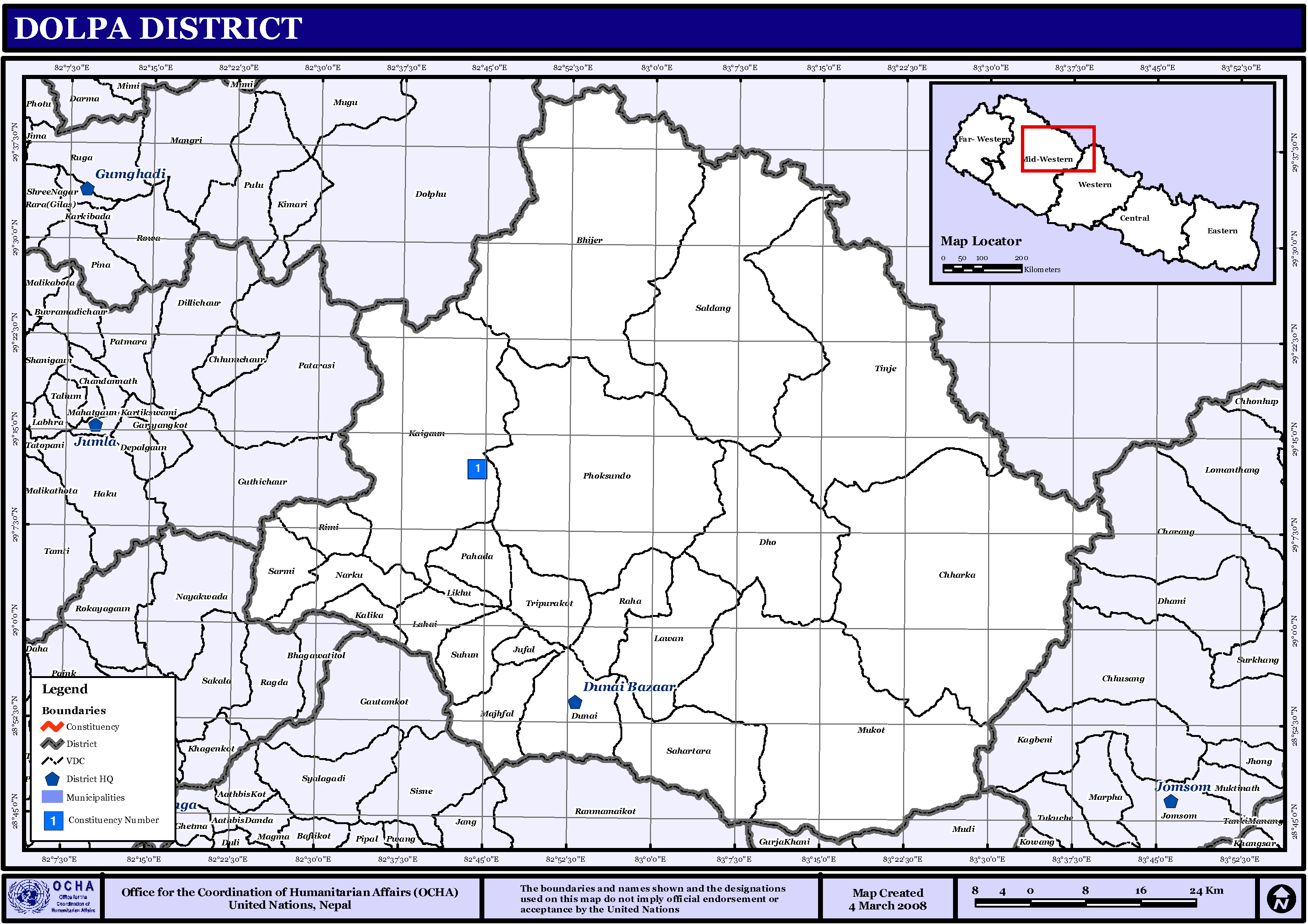
Comités de développement villageois du district de Dolpa.

Jusque 2017, le district de Dolpa comprenait 23 comités de développement villageois :
- Bhijer
- Chharka
- Dho
- Dunai
- Jufal
- Kaigaun
- Kalika
- Lawan
- Lhna
- Likhu
- Majhfal
- Mukot
- Narku
- Pahada
- Phoksundo
- Raha
- Rimi
- Sahartara
- Saldang
- Sarmi
- Suhun
- Tinje
- Tripurakot

La réforme de 2017 les a regroupés en 8 municipalités :
- Thuli Bheri
- Tripurasundari
- Dolpo Buddha
- She Phoksundo
- Jagadulla
- Mudkechula
- Kaike
- Chharka Tangsong